# Estrées-sur-Noye
Estrées-sur-Noye (Picardisch : Etré) is een gemeente in het Franse departement Somme (regio Hauts-de-France) en telt 255 inwoners (1999). De plaats maakt deel uit van het arrondissement Amiens.

## Geografie
De oppervlakte van Estrées-sur-Noye bedraagt 6,0 km², de bevolkingsdichtheid is 42,5 inwoners per km².
De onderstaande kaart toont de ligging van Estrées-sur-Noye met de belangrijkste infrastructuur en aangrenzende gemeenten.
De gemeente is genoemd naar de Noye, rivier die door de gemeente stroomt.

## Demografie
Onderstaande figuur toont het verloop van het inwonertal (bron: INSEE-tellingen).